# Aleiodes genalis
Aleiodes genalis är en stekelart som först beskrevs av Szepligeti 1910.  Aleiodes genalis ingår i släktet Aleiodes och familjen bracksteklar. Inga underarter finns listade i Catalogue of Life.